# Зарубинецька вулиця
Зарубинецька вулиця — вулиця в Подільському районі міста Києва, місцевість Рибальський острів. Пролягає від вулиці Електриків до Набережно-Рибальської дороги.

## Історія
Виникла наприкінці 2010-х під проектною назвою вулиця Проектна 13099. Назва від урочища Зарубинці - з 2018 року.